# Taerbek
Der Taerbek ist ein Bach in der Gemeinde Wees des Kreises Schleswig-Flensburg und der Stadt Flensburg in Schleswig-Holstein.

## Hintergrund
Der Bach hat eine Länge von 3,9 km. Er entspringt am Nordwestrand des Staatsforstes Weesries südlich von Wees, durchwandert den Vogelsang und mündet beim Friedhof Adelby in die Adelbybek. Der Bachname ist seit dem 17. Jahrhundert belegt und hat die Bedeutung „Tarup-Bach“.
Im Digitalem Gewässerkundlichem Flächenverzeichnis (DGFV) des Landesamtes für Landwirtschaft, Umwelt und ländliche Räume des Landes Schleswig-Holstein (LLUR) hat die Taerbek die Gewässernummer B. Ihr Einzugsgebiet hat die Nummer 961122 und eine Größe von 6,5 km².